# Федеральный закон «Об информации, информационных технологиях и о защите информации»
Федеральный закон «Об информации, информационных технологиях и о защите информации» — правовой документ Российской Федерации, юридически описывающий понятия и определения в области технологии правового регулирования в сфере информации, информационных технологий, а также регулирующий отношения при осуществлении права на поиск, получение, передачу, производство и распространение информации при применении информационных технологий.

## Получившие известность поправки к закону
- Федеральный закон № 139-ФЗ 2012 года — дополнения «о защите детей», приведшие к созданию «Единого реестра запрещённых сайтов»;
- Федеральный закон № 187-ФЗ от 2 июля 2013 года — закон, подразумевающий возможность блокировки сайтов, содержащих нелицензионный контент, по требованию правообладателя;
- Федеральный закон № 398-ФЗ 2013 года — дополнения, связанные с блокировкой экстремистских сайтов;
- Федеральный закон № 97-ФЗ от 5 мая 2014 года — «закон о блогерах», обязывающий владельцев популярных блогов и сайтов регистрироваться в Роскомнадзоре.
- Федеральный закон № 90-ФЗ от 1 мая 2019 года — закон о «суверенном интернете», увеличение устойчивости Рунета.